# Kurakin (Adelsgeschlecht)

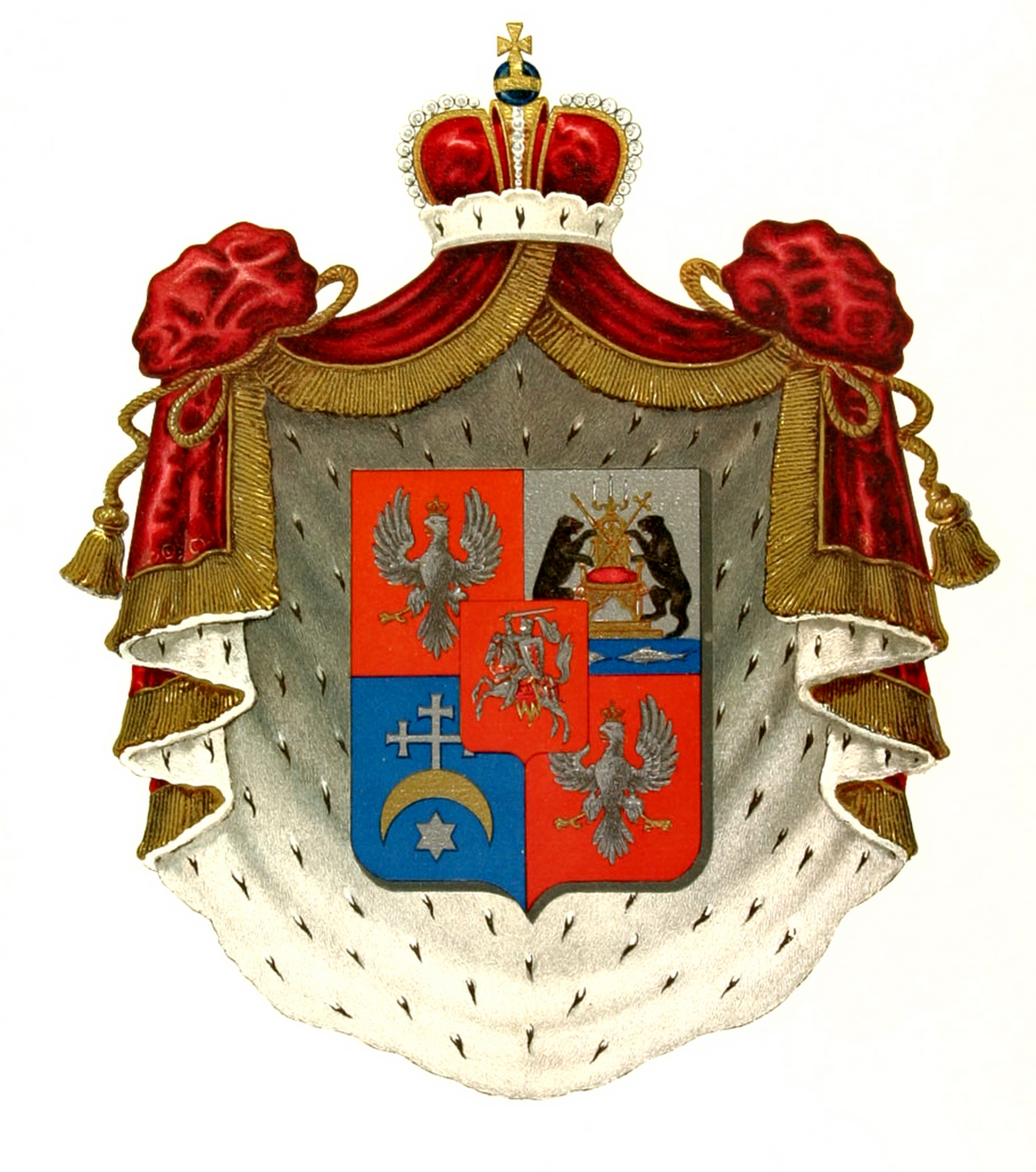
Wappen der Fürsten Kurakin

Kurakin (russisch Куракины) ist der Name eines alten russischen Fürstengeschlechts, das dem Hochadel angehört.

## Geschichte
Das russische Fürstengeschlecht Kurakin (Kourakine), einer von etlichen Nachfahren-Zweigen des litauischen Herrschergeschlechts der Gediminiden, stammt von dem litauischen Großfürsten Gediminas ab, der von 1315 bis 1341 das damals selbständige Großfürstentum Litauen souverän regierte. Dessen Sohn Narimunt, der 1347 verstarb, war Fürst von Pinsk, dessen Sohn Patrikei Fürst von Swenigorod (das Fürstentum lag am Dnjestr), später dann Fürst von Groß-Nowgorod. Von dessen Sohn Georg stammt Fürst Andrej Iwanowitsch Bulgakow (urkundlich 1530) ab, der den Beinamen Kuraka annahm, von dem sich der Namen Kurakin ableitete. Michail Iwanowitsch Bulgakow-Goliza gilt als Ahnherr der Galitzins.
Boris Kurakin (1676–1727) war Gesandter Peter des Großen in London, Hannover, Den Haag, bei den Verhandlungen zum Frieden von Utrecht und in Paris. Sein Sohn Alexander war ebenfalls Botschafter in Paris, ebenso sein Enkel, der auch den Namen Alexander trug.
Dem Geschlecht wurde zwischen 1789 und 1867 durch mehrere Beschlüsse des Dirigierenden Senats  die Führung des Fürstentitels anerkannt. Am 9. September 1779 wurde der Kaiserlich russische Oberprokureur und spätere russische Innenminister Alexei Kurakin bei der Estländischen Ritterschaft immatrikuliert, 1797 erfolgte seine Aufnahme und die seiner Brüder Alexander, Kaiserlich russischer Wirklicher Geheimrat, und Stepan, Kaiserlich russischer Geheimrat, auch bei der Livländischen Ritterschaft. Sämtliche Mitglieder des fürstlichen Hauses führen den Titel Fürst bzw. Fürstin Kurakin mit dem Prädikat Sijatelstwo, zu deutsch Erlaucht.

## Wappen

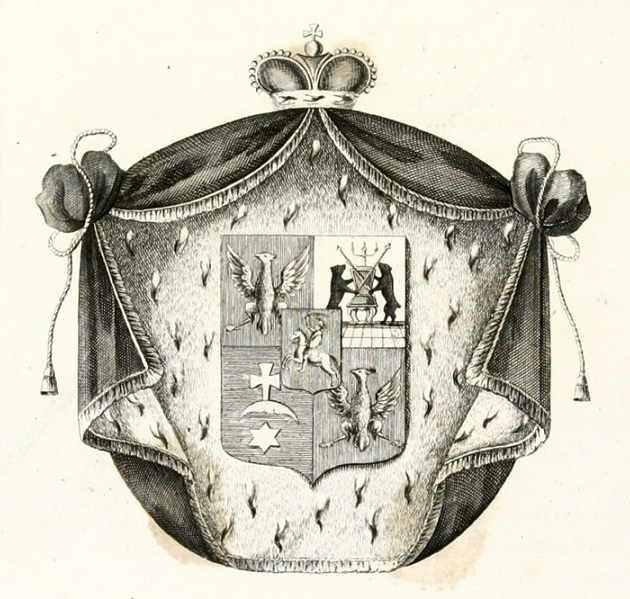
Wappen von 1798

Geviert und belegt mit rotem Herzschild, darin auf galoppierenden rot-gezäumtem weißem Ross ein silber-geharnischter Ritter mit gezücktem Schwert und goldenem Ovalschild (Stammwappen). 1 und 4 in Rot ein silberner Adler (Polen), 2 in Silber auf goldenem Parkett ein Gold-verzierter und gerandeter purpurner Thronsessel, dahinter ein goldener Armleuchter mit drei brennenden Kerzen, davor ein langes goldenes Kreuz und ein goldenes Zepter  gekreuzt, das Ganze von zwei zugewendeten aufgerichteten schwarzen Bären gehalten(Nowgorod), 4 in Blau ein mit den Hörnern abwärts-gekehrter gebildeter goldener Halbmond, darauf  ein goldenes Tatzenfußspitzkreuz über einem silbernen Stern; Fürstenhut und -mantel; Wahlspruch: Dem Vaterland und der Ehre ergeben.

## Angehörige
- Boris Iwanowitsch Kurakin (1676–1727), russischer Gesandter in Westeuropa
- Alexander Borissowitsch Kurakin (1697–1749), russischer Staatsmann
- Natalja Alexandrowna Kurakina (1737–1798), russische Adlige und Hofdame
- Alexander Borissowitsch Kurakin (1752–1818), russischer Staatsmann
- Alexei Borissowitsch Kurakin (1759–1829), russischer Staatsmann